# Carrie Pickles
Edith Carrie Pickles (* 10. Mai 1904 in Wilsden; † 18. März 1984 in Glasgow), nach Heirat Edith Pollard, war eine britische Turnerin.

## Erfolge
Carrie Pickles nahm 1928 an den Olympischen Spielen in Amsterdam teil und gehörte bei diesen zur britischen Turnriege im Mannschaftsmehrkampf, bei dem insgesamt fünf Mannschaften antraten. Den Wettkampf schlossen die Britinnen mit 258,25 Punkten auf dem dritten Platz ab, hinter den siegreichen Niederländerinnen, die mit 316,75 Punkten Olympiasiegerinnen wurden, und den mit 289 Punkten zweitplatzierten Italienerinnen. Dahinter folgten die Mannschaften Ungarns und Frankreich. Pickles erhielt somit zusammen mit Annie Broadbent, Lucy Desmond, Margaret Hartley, Amy Jagger, Queenie Judd, Jessie Kite, Midge Moreman, Ethel Seymour, Ada Smith, Hilda Smith und Doris Woods die Bronzemedaille.
Als Mitglied des Bradford Gymnasium Clubs gewann Pickles von 1924 bis 1926 die Yorkshire County Championships und war von 1927 bis 1929 nationale Meisterin. Nach den Olympischen Spielen begann sie als Turntrainerin zu arbeiten. Unter anderem betreute sie die Damenmannschaft bei den Olympischen Spielen 1948 in London und 1952 in Helsinki. Pickles, die nach Heirat den Namen Pollard annahm, hatte zwei Töchter, darunter Jill Pollard, die an den Turnwettkämpfen der Olympischen Spiele 1960 in Rom teilnahm.